# Inker & Hamilton
Inker & Hamilton (И́нкер и Хэ́милтон) — немецкий (изначально западногерманский) поп-дуэт, созданный в 1979 году в Мюнхене британцем Дэйвом Инкером и уроженкой Новой Зеландии Хилари Хэмилтон. Пик славы дуэта пришёлся на 1988 год, когда группа записала успешный альбом «Dancing Into Danger». Заглавный трек с этого альбома поднялся до 19-го места и был в течение 14 недель на вершине немецких чартов.

## История дуэта
Дэвид Инкер родился 3 мая 1953 года в Бристоле. Хиллари Хэмилтон родилась 4 августа 1952 года в Веллингтоне, Новая Зеландия. До переезда из Бристоля в Мюнхен в 1974 году Дэйв учился на инженера-техника аэрокосмической специальности, а также играл на гитаре, сочинял музыку и пел в нескольких местных и студенческих коллективах. С 1975 по 1977 год Инкер работал вместе с баварским блюзменом Вилли Михлем (Willy Michl). В 1976 году Дэйв записал свой первый сольный альбом.
Хилари Хэмилтон (вокал, гитара) до переезда в Германию работала посудомойкой и собирала оливки на родине в Новой Зеландии. Свои музыкальные данные она впервые испытала в 1978 году, а в следующем году оказалась в Мюнхене. Тогда же она познакомилась с Дэйвом Инкером, и уже в 1980 году ими был выпущен первый альбом «Highs and Lows», получивший неплохие отзывы, что позволило им заключить контракт с Sony Music, которая и выпустила два следующие их альбома «Person to Person» и «Double Feature», появившиеся на свет в 1981 и 1983 годах соответственно. Четвертый альбом «The Mind and the Body» (1984 год) выпустила студия Metronome Records. Дуэт выступал «на разогреве» в концертном туре Криса де Бурга. После этого они стали желанными гостями на радио и телевидении.
Настоящий успех ждал музыкантов в 1988 году, когда они выпустили успешный альбом «Dancing Into Danger». Заглавный трек с этого альбома написал немецкий композитор и исполнитель Hubert Kah. Композиция «Dancing Into Danger» была выпущена на сингле WEA Records, который спродюсировал Мишель Крету. Песня стала настоящим хитом и продержалась 14 недель в чарте синглов, достигнув 19 места, попав в Top 20 в Германии. Имея в своём активе несколько хитов с альбома «Dancing Into Danger» (в частности, композиция Кэта Стивенса «Wild World»), ряд европейских туров, ролики на телевидении и радио, дуэт с годами неуклонно увеличивал число своих фанатов.
Альбом «Poetry in Motion» 1994 года был своего рода синтезом между их предыдущими альбомами и явился результатом успешного сотрудничества с Мишелем Крету. После нескольких синглов и очередного альбома «Dialogue» 1995 года наступила пауза. В 1998 году дуэт распался. Бывшая солистка Хилари Хэмилтон теперь работает в медицинской ассоциации и живет со своей семьей в Мюнхене. Дэйв Инкер работает в студии звукозаписи в Верхней Баварии, а также успешно пробует себя в качестве веб-дизайнера.

## Дискография

### Альбомы
- 1979: Highs and Lows
- 1981: Person to Person
- 1983: Double Feature
- 1984: The Mind and the Body
- 1987: Dancing into Danger
- 1992: Porcelain Doll
- 1994: Poetry in Motion
- 1995: Dialogue
- 1997: Dancing into Danger
- 1998: All the Best

### Синглы
- 1984: The Mind and the Body
- 1987: Dancing into Danger
- 1988: Shadow and Light
- 1988: Heaven Knows
- 1992: Poetry in Motion
- 1993: You'll Never Find Love
- 1994: Faith, Hope and Fortune
- 1994: Porcelain Doll
- 1998: Calling Your Name